# 요선정
요선정(邀仙亭)은 대한민국 강원특별자치도 영월군 무릉도원면 무릉리, 주천강 상류에 있는 건축물이다. 1984년 6월 2일 강원특별자치도의 문화재자료 제41호로 지정되었다.

## 개요
남한강의 한 갈래인 주천강 상류, 풍경이 아름다운 강가에 자리하고 있으며, 요선암이라고도 불린다.
1915년 이곳 주민들이 정자를 세우고 주천 청허루에 보관되어 오던 숙종의 친필시를 이곳에 모셨다.
건물은 앞면 2칸·옆면 2칸이며, 지붕은 옆면에서 볼 때 여덟 팔(八)자 모양인 팔작지붕이다.
정자의 앞면 오른쪽에는 이응호가 쓴 ‘요선정’, 왼쪽에는 ‘모성헌’이라 적힌 현판이 걸려 있고, 그 외에 홍상한이 쓴 청허루중건기, 요선정기, 중수기가 걸려 있다.
주위에는 석탑과 마애불이 있어 암자가 있었던 것으로 추정하고 있다.

## 참고 자료
- 요선정 - 국가유산청 국가유산포털